# Philipp Münz

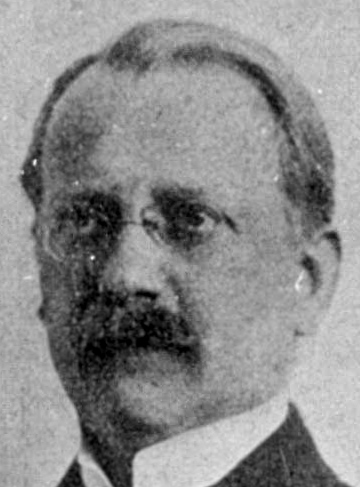
Philipp Münz (ca. 1900)

Philipp Münz, geboren als Pichas (Pinkus) Münz (* 9. Januar 1864 in Tarnów, Westgalizien; † 15. August 1944 im Ghetto Theresienstadt) war ein deutscher Allgemeinmediziner und Fachbuchautor. Er war Gründer und leitender Arzt der Israelitischen Kinderheilstätte in Bad Kissingen.

## Leben

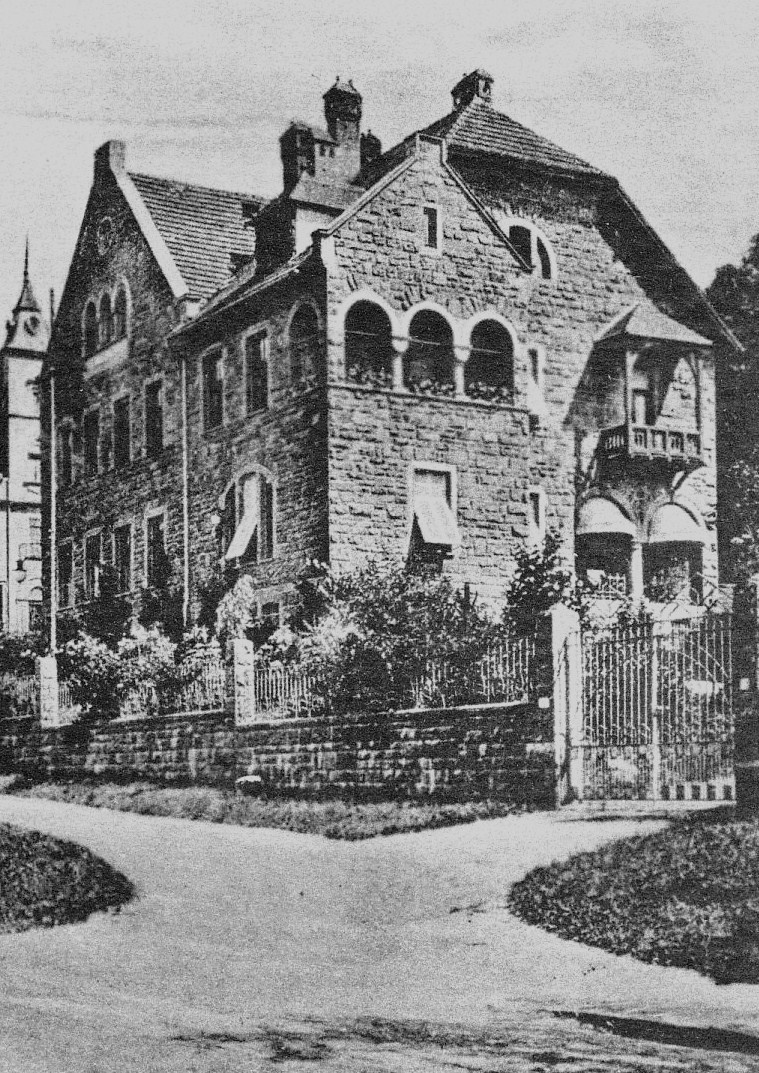
Ehemalige Israelitische Kinderheilstätte (1940)

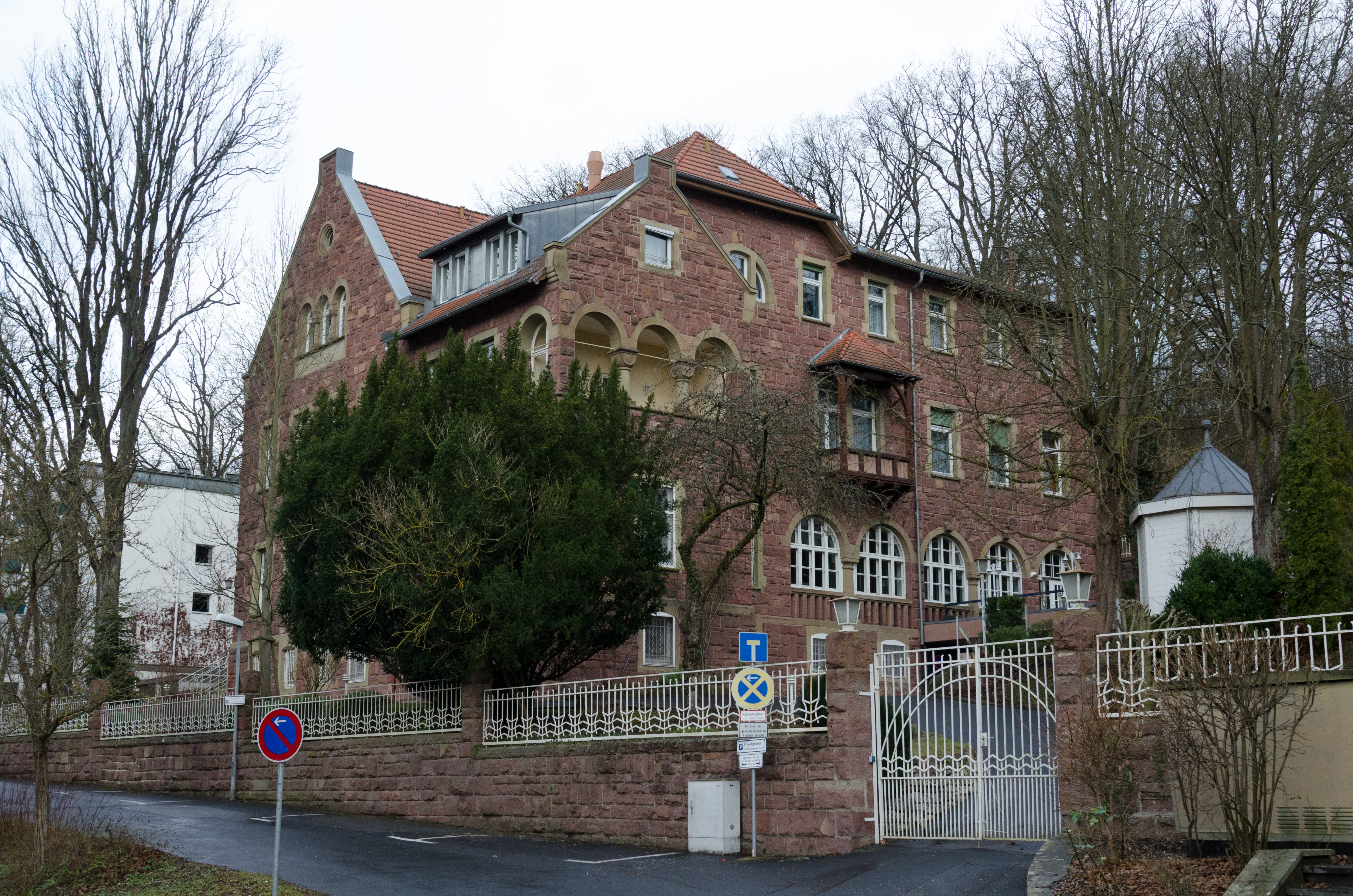
Ehemalige Israelitische Kinderheilstätte in der Salinenstraße 34 (2015)

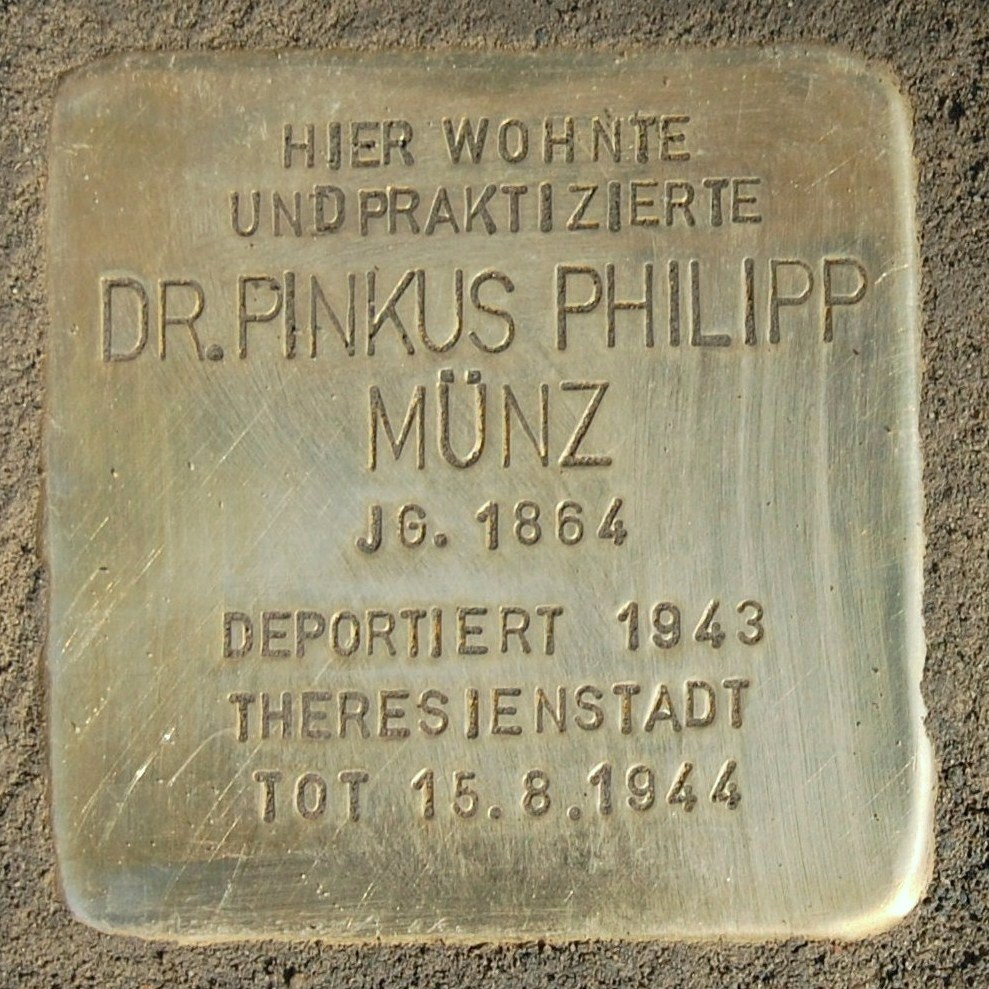
Stolperstein für Philipp Münz

Sanitätsrat Dr. med. Philipp Münz war der Sohn des Rabbiners und Schriftstellers Dr. phil. Lazar Münz und der Kaufmannstochter Lea Luise Kleinmann aus Tarnów. Nach seinem Abitur 1883 in Posen, wo er zugleich die preußische Staatsbürgerschaft erwarb, studierte er seit Sommersemester 1885 Medizin an der Universität Berlin. Nach seinem Physikum wechselte er zum Sommersemester 1888 an die Universität Würzburg. Dort erhielt er im Juli 1892 seine Approbation. Am 20. Januar 1893 wurde er von der Universität Leipzig zum Dr. med. promoviert. Danach war es als praktischer Arzt tätig, spätestens seit 1894 in Nürnberg.
Verheiratet war er mit der aus Rheinhessen stammenden Martha Sauerbach (1871–1939). Das Ehepaar hatte zwei Söhne, den Allgemeinmediziner Alfred (1897–1944), der gemeinsam mit dem Vater in Nürnberg und Bad Kissingen praktizierte, und den Zahnarzt Heinrich Münz (1900–??) in Berlin.
Im Mai 1903 zog Münz mit der Familie nach Bad Kissingen in die Theresienstraße 7 (heute Nr. 1) und betrieb dort fortan neben der Arztpraxis eine Kurpension. Jeweils nach Ende der Kursaison zog die Familie regelmäßig für das Winterhalbjahr von November bis April wieder nach Nürnberg in die Hochstraße 22, wo sie den Wohn- und Praxissitz beibehalten hatte. In Nürnberg war Münz (um 1900 erwähnt) Mitglied in der „Naturhistorischen Gesellschaft Nürnberg“. Diesen Wohnsitz und die Nürnberger Praxis gab Münz erst im Herbst 1932 im Alter von 68 Jahren auf. Auch Sohn Alfred arbeitete nach seiner Approbation am 1. März 1925, spätestens aber ab 1929 als Allgemeinmediziner in den Praxen des Vaters in Nürnberg und Bad Kissingen mit.
Neben seiner Tätigkeit als praktischer Arzt war Philipp Münz auch wissenschaftlich und als Autor tätig. Er schrieb mehrere Fachbücher über die Verdauung, die richtige Ernährung (speziell koscheres Essen), Arteriosklerose und Harnanalyse.
Darüber hinaus zeigte er auch großes soziales Engagement. Angeregt durch einen Besuch der evangelischen Kinderheilstätte in der Bad Kissinger Salinenstraße, erwachte in ihm der Wunsch, eine ähnliche jüdische Einrichtung in Bad Kissingen zu errichten. So stellte er am 31. August 1899 in der jüdischen Wochenzeitung Der Israelit eindringlich die Notwendigkeit eines solchen Hauses für chronisch kranke jüdische Kinder aus armen Schichten dar. Er forderte die Leserschaft auf: „Und nun zur Tat! Möge ein Jeder nach Maß seines Vermögens und seines Edelmutes zur Vollendung dieses großen gemeinnützigen Werkes beisteuern!“ Nur sechs Jahre nach diesem Appell eröffnete der daraufhin 1901 gegründete Verein der Israelitischen Kinderheilstätte in Bad Kissingen, dessen Schriftführer und (um 1930) Vereinsvorsitzender Münz auch war, am 12. Juni 1905 seine Israelitische Kinderheilstätte in der Salinenstraße 34, „welche armen und siechen Kindern aus Familien aller Landesteile und aller religiösen Parteirichtungen ihre gastlichen Pforten öffnen soll“. Bis zur Verdrängung der jüdischen Kurgäste im Jahr 1938 konnten sich hier Tausende von Kindern aller Konfessionen – zuletzt pro Saison bis zu 400 Kinder bei jeweils etwa 30-tägigem Aufenthalt – unter der ärztlichen Betreuung von Philipp Münz unentgeltlich oder gegen einen geringen Beitrag von ihren chronischen Erkrankungen erholen. Ebenfalls auf seine Initiative wurden 1919 durch einen Anbau mit 30 Betten Kurmöglichkeiten für berufstätige jüdische Mädchen und Frauen geschaffen. Im Jahr 1927 entstand noch auf seine Initiative hin das Israelitische Kurhospiz für arme Israeliten (für Erwachsene) im Haus Altenberg 2, das wie die Kinderheilstätte 1938 von der Stadt Bad Kissingen übernommen und in ein Wohnhaus umgewandelt wurde. Beiden Einrichtungen wurde im März 1938 von der Stadtverwaltung der Betrieb untersagt. Heute (2012) ist das Gebäude der Kinderheilstätte ein Ferienheim der Oberhessischen Versorgungsbetriebe in Friedberg.
Münz zeigte im Ersten Weltkrieg patriotisches Verhalten und meldete sich freiwillig als Feldarzt. Doch auch dies schützte ihn nicht – wie alle anderen jüdischen Bürger – vor Repressalien und schließlich vor Berufsverbot.
Unmittelbar nach der „Machtergreifung“ der Nationalsozialisten am 30. Januar 1933 wurden die meisten jüdischen Ärzte in Deutschland aus ihrem Arbeitsverhältnis „entfernt“. Nur einer geringen Zahl wurde es noch erlaubt, in den Folgejahren unter erschwerten Bedingungen freiberuflich zu praktizieren. In Bad Kissingen gab es im Frühjahr 1938 außer Münz und seinem Sohn Alfred nur noch zwei weitere jüdische Ärzte – Siegfried Wahle und Sally Mayer. Die gesetzliche Grundlage zum endgültigen Entzug der Approbation aller jüdischen Ärzte gab schließlich die 4. Verordnung zum Reichsbürgergesetz vom 25. Juni 1938, wonach „Jüdisch“ mit „Staatsfeindlich“ gleichgesetzt wurde. Offiziell durften ab sofort die vier verbliebenen jüdischen Ärzte nur noch als „Krankenbehandler“ ausschließlich für jüdische Patienten arbeiten. Damit wurde ihnen und ihren Familien nun vollends die Existenzgrundlage genommen.
In Bad Kissingen wurde außerdem mit Beschluss des städtischen Baubeirates vom 3. März 1938 den meisten Kurpensionen jüdischer Eigentümer die Betriebserlaubnis entzogen. Philipp Münz, dem sie zunächst ebenfalls entzogen worden war, erhielt allerdings nachträglich – wohl aus Rücksicht auf sein früheres Ansehen in der Stadt als Sanitätsrat – die Genehmigung zum Weiterbetrieb seines Kurheimes.
Doch nur wenige Wochen nach dem Tod seiner Ehefrau Martha verließ der inzwischen 75-Jährige am 21. Juli 1939 zusammen mit Sohn Alfred die Kurstadt Bad Kissingen für immer. Er zog nach Berlin, vermutlich zu seinem jüngeren Sohn Heinrich, zunächst ins Haus Kurfürstendamm 22, später in die Marburger Straße 12. Vier Tage nach seinem 79. Geburtstag wurde Münz am 13. Januar 1943 zusammen mit Alfred ins Ghetto Theresienstadt deportiert, wo er am 15. August 1944 umkam.
Zur Erinnerung an Philipp Münz und seinen Sohn Alfred wurden am 15. Mai 2012 auf Veranlassung der Bürgerinitiative Bad Kissinger Stolpersteine von Gunter Demnig zwei Stolpersteine vor dem Bad Kissinger Haus Theresienstraße 1 verlegt.

## Werke
- Ein Fall von isoliertem Hypoglossuskrampf, Nürnberg 1894
- Über die Vortheile der rituellen Beschneidung. Eine Erwiderung, in: Münchener medicinische Wochenschrift vom 1. März 1898, Band 45, Seite 264–266
- seit 1896 Mitarbeiter bei: Josephine Meyer Gumprich: Vollständiges praktisches Kochbuch für die jüdische Küche, 1. Auflage 1888 und 2. Auflage 1896; fortgesetzt von Bertha Gumprich, 3. Auflage 1899 bis 9. Auflage 1925, Verlag J. Kauffmann, Frankfurt am Main 1914–1925; Neudruck 2002
- Handbuch der Ernährung für Gesunde und Magenkranke. Mit besonderer Berücksichtigung der jüdischen Speisegesetze, Johann Wirthsche Hofbuchdruckerei, Mainz 1901
- Zur Behandlung des Keuchhustens in: Neue Therapie, Nr. 7, 1904
- Künstliche Nährpräparate und ihre rituelle Zulässigkeit, Johann Wirthsche Hofbuchdruckerei, Mainz 1904
- Das Kinderheilstättenwesen in Deutschland. Vortrag, gehalten auf dem 27. Balneologenkongress, in: Berliner klinische Wochenschrift Nr. 19, Berlin 1906
- Ein feuilletonistisch-apologetischer Aufsatz über die (jüdischen) Speisegesetze in: Beiträge zur Geschichte und Würdigung der Hygiene der Juden, Sondernummer (40), um 1912
- Die Arterienverkalkung(Arteriosklerose), ihr Wesen und ihre Behandlung, mit Anhang: Ihre Behandlung in Bad Kissingen, Verlag Steinitz, 1907, 2. Auflage 1913
- Die Ernährung des gesunden und kranken Magens, Verlag Heerdegen-Barbeck, 1912
- mit Nathan Rosenberg: Die richtiggestellten Hauptmethoden der Harnanalyse für die tägliche Praxis des Arztes, Apothekers und Chemikers, sowie für Studierende, Krankenhäuser, Sanatorien und ähnliche Institute, Fischer’s medicinische Buchhandlung H. Kornfeld, Berlin 1913
- Nähr- u. Organpräparate und ihre rituelle Zulässigkeit, Verlag M. Baumann, 1926